# Caloptilia bistrigella
Caloptilia bistrigella är en fjärilsart som först beskrevs av Hans Rebel 1940.  Caloptilia bistrigella ingår i släktet Caloptilia och familjen styltmalar.
Artens utbredningsområde är Portugal. Inga underarter finns listade i Catalogue of Life.